# Fußballclub Bayer 05 Uerdingen 1980-1981
Questa voce raccoglie le informazioni riguardanti il Fußballclub Bayer 05 Uerdingen nelle competizioni ufficiali della stagione 1980-1981.

## Stagione
Nella stagione 1980-1981 il Bayer Uerdingen, allenato da Horst Buhtz, concluse il campionato di Bundesliga al 18º posto. In Coppa di Germania il Bayer Uerdingen fu eliminato agli ottavi di finale dal Hertha Berlino.

## Rosa
| N. |                     | Ruolo | Calciatore         |
| -- | ------------------- | ----- | ------------------ |
|    | Germania (bandiera) | P     | Hans Dotzler       |
|    | Germania (bandiera) | P     | Paul Hesselbach    |
|    | Germania (bandiera) | P     | Manfred Kroke      |
|    | Germania (bandiera) | D     | Norbert Brinkmann  |
|    | Germania (bandiera) | D     | Paul Hahn          |
|    | Germania (bandiera) | D     | Peter Schwarz      |
|    | Germania (bandiera) | D     | Werner Steeger     |
|    | Germania (bandiera) | D     | Ludger van de Loo  |
|    | Germania (bandiera) | D     | Michael van de Loo |
|    | Germania (bandiera) | C     | Klaus Brand        |
|    | Germania (bandiera) | C     | Peter Ehmke        |
|    | Germania (bandiera) | C     | Norbert Hofmann    |

| N. |                      | Ruolo | Calciatore            |
| -- | -------------------- | ----- | --------------------- |
|    | Germania (bandiera)  | C     | Ludwig Lurz           |
|    | Germania (bandiera)  | C     | Hans-Günther Plücken  |
|    | Germania (bandiera)  | C     | Franz Raschid         |
|    | Germania (bandiera)  | C     | Herbert Zimmer        |
|    | Germania (bandiera)  | A     | Heinz-Werner Eggeling |
|    | Germania (bandiera)  | A     | Rainer Frömberg       |
|    | Germania (bandiera)  | A     | Sigfried Held         |
|    | Germania (bandiera)  | A     | Ralf Heym             |
|    | Germania (bandiera)  | A     | Ludger Kanders        |
|    | Svezia (bandiera)    | A     | Jan Mattsson          |
|    | Finlandia (bandiera) | A     | Seppo Pyykkö          |
|    | Germania (bandiera)  | A     | Waldemar Steubing     |

## Organigramma societario
Area tecnica
- Allenatore: Horst Buhtz
- Allenatore in seconda:
- Preparatore dei portieri:
- Preparatori atletici:

## Calciomercato

### Sessione estiva
| Acquisti | Acquisti              | Acquisti               | Acquisti |
| R.       | Nome                  | da                     | Modalità |
| -------- | --------------------- | ---------------------- | -------- |
| C        | Klaus Brand           | Bayreuth               |          |
| A        | Heinz-Werner Eggeling | Eintracht Braunschweig |          |
| C        | Hans-Günther Plücken  | Hertha Berlino         |          |
| A        | Seppo Pyykkö          | AC Oulu                |          |
| D        | Peter Schwarz         | Kaiserslautern         |          |
| A        | Waldemar Steubing     | VfR Mannheim           |          |

| Cessioni | Cessioni         | Cessioni             | Cessioni |
| R.       | Nome             | a                    | Modalità |
| -------- | ---------------- | -------------------- | -------- |
| A        | Peter Dufresne   | Borussia Neunkirchen |          |
| C        | Friedhelm Funkel | Kaiserslautern       |          |
| A        | Walter Hoffmann  | Fortuna Colonia      |          |
| C        | Heinz Mostert    | VVV-Venlo            |          |
| D        | Jens Steffensen  | Arminia Bielefeld    |          |

### Sessione invernale
| Acquisti | Acquisti | Acquisti | Acquisti |
| R.       | Nome     | da       | Modalità |
| -------- | -------- | -------- | -------- |

| Cessioni | Cessioni | Cessioni | Cessioni |
| R.       | Nome     | a        | Modalità |
| -------- | -------- | -------- | -------- |

## Risultati

### Bundesliga

#### Girone di andata
| Arbitro: | Schmoock |

|                          |           |          |
| Eðvaldsson 24’ Geyer 35’ | Marcatori | 48’ Hahn |

| Arbitro: | Horeis |

|  |           |            |
|  | Marcatori | 12’ Allofs |

| Arbitro: | Messmer |

|                                  |           |             |
| Wuttke 32’ Rüssmann 64’ Jara 83’ | Marcatori | 45’ Hofmann |

| Arbitro: | Schmidhuber |

|                       |           |                           |
| Kanders 76’ Ehmke 79’ | Marcatori | 49’ Schock 50’ Eilenfeldt |

| Arbitro: | Walz |

|                                            |           |              |
| Vöge 30’ Demuth 63’ Glowacz 67’ Gniech 77’ | Marcatori | 86’ Mattsson |

| Arbitro: | Linn |

|                               |           |                                  |
| Raschid 13’, 69’ Eggeling 51’ | Marcatori | 1’ Allgöwer 20’ Kelsch 68’ Klotz |

| Arbitro: | Brückner |

|                         |           |             |
| Hrubesch 33’ Buljan 36’ | Marcatori | 53’ Kanders |

| Arbitro: | Föckler |

|  |           |                                   |
|  | Marcatori | 71’ Völler 81’ Wohlers 88’ Werner |

| Arbitro: | Hontheim |

|                 |           |                       |
| Pinkall 4’, 90’ | Marcatori | 17’ Eggeling 73’ Hahn |

| Arbitro: | Niebergall |

|                                                 |           |           |
| Zimmer 43’ Raschid 58’ Kanders 76’ Eggeling 90’ | Marcatori | 67’ Dietz |

| Norimberga 24 ottobre 1980, ore 20:00 CET 11ª giornata | Norimberga | 0 – 0 referto | Bayer Uerdingen | Städtisches Stadion (16 500 spett.)\| Arbitro: \| Engel \| |
| Arbitro:                                               | Engel      |               |                 |                                                            |

| Arbitro: | Tritschler |

|            |           |  |
| Zimmer 47’ | Marcatori |  |

| Arbitro: | Horstmann |

|                                        |           |  |
| Botteron 22’ Littbarski 41’ Engels 65’ | Marcatori |  |

| Arbitro: | Roth |

|                                              |           |               |
| Hofmann 5’ Raschid 6’ (rig.), 87’ Zimmer 49’ | Marcatori | 20’ Neuberger |

| Arbitro: | Risse |

|                          |           |  |
| Steubing 10’ Kanders 56’ | Marcatori |  |

| Arbitro: | Retzmann |

|                    |           |              |
| Groß 11’, 51’, 53’ | Marcatori | 48’ Steubing |

| Arbitro: | Waltert |

|                                 |           |                                |
| Raschid 34’ Dremmler 38’ (aut.) | Marcatori | 52’ Weiner 79’ (rig.) Breitner |

#### Girone di ritorno
| Arbitro: | Assenmacher |

|                  |           |               |
| Hofmann 17’, 74’ | Marcatori | 13’ Schneider |

| Arbitro: | Joos |

|                                               |           |                      |
| Seel 13’ Weikl 40’ Held 50’ (aut.) Wenzel 54’ | Marcatori | 59’ Kanders 72’ Hahn |

| Arbitro: | Klauser |

|             |           |                               |
| Kanders 11’ | Marcatori | 20’, 82’ Fischer 54’ Bittcher |

| Arbitro: | Stäglich |

|                                    |           |              |
| Geils 33’ Schock 64’ Sackewitz 74’ | Marcatori | 35’ Eggeling |

| Arbitro: | Kasperowski |

|                        |           |  |
| Eggeling 27’, 42’, 69’ | Marcatori |  |

| Arbitro: | Schmidhuber |

|                                       |           |                      |
| Sătmăreanu 29’ Müller 73’ Tüfekçi 86’ | Marcatori | 74’ Hofmann 85’ Held |

| Arbitro: | Hontheim |

|  |           |                              |
|  | Marcatori | 50’, 75’ Hrubesch 89’ Buljan |

| Arbitro: | Horstmann |

|                                                    |           |  |
| Năstase 2’ (rig.), 34’, 65’ (rig.) Klinkhammer 40’ | Marcatori |  |

| Arbitro: | Messmer |

|              |           |  |
| Eggeling 81’ | Marcatori |  |

| Arbitro: | Risse |

|                                   |           |                          |
| Dietz 17’ Seliger 32’ Büssers 82’ | Marcatori | 62’ Eggeling 80’ Hofmann |

| Arbitro: | Linn |

|                                      |           |                         |
| Raschid 10’ Steubing 20’ Hofmann 49’ | Marcatori | 35’ Brunner 51’ Volkert |

| Arbitro: | Schmoock |

|                                              |           |                         |
| Funkel 15’ Kaminke 35’ Hofeditz 73’ Geye 88’ | Marcatori | 29’ Schwarz 47’ Hofmann |

| Arbitro: | Joos |

|  |           |            |
|  | Marcatori | 67’ Müller |

| Arbitro: | Horeis |

|                             |           |                  |
| Gruber 6’ Lorant 73’ (rig.) | Marcatori | 24’, 86’ Hofmann |

| Arbitro: | Clajus |

|                                                                        |           |              |
| Bruns 4’ Matthäus 8’ Nickel 13’, 54’ Hannes 19’, 66’ (rig.) Lienen 75’ | Marcatori | 73’ Eggeling |

| Arbitro: | Hontheim |

|  |           |                               |
|  | Marcatori | 16’ Bold 52’ Schüler 59’ Groß |

| Arbitro: | Uhlig |

|                                                      |           |  |
| Niedermayer 53’ Rummenigge 64’, 76’ (rig.) Mathy 87’ | Marcatori |  |

### Coppa di Germania
| Arbitro: | Ohmsen |

|                              |           |                                                 |
| Džoni 3’ Rüssmann 81’ (rig.) | Marcatori | 19’, 90’ Raschid 35’ Heym 56’ Ehmke 61’ Kanders |

| Arbitro: | Assenmacher |

|                                                |           |           |
| Zimmer 7’ Steubing 55’ Raschid 69’, 77’ (rig.) | Marcatori | 14’ Drews |

| Arbitro: | Fiene |

|             |           |                 |
| Mattner 85’ | Marcatori | 2’, 73’ Hofmann |

| Arbitro: | Horeis |

|                                       |           |             |
| Remark 23’, 56’, 73’, 83’ Dickert 43’ | Marcatori | 89’ Kanders |

## Statistiche

### Statistiche di squadra
| Competizione      | Punti | In casa | In casa | In casa | In casa | In casa | In casa | In trasferta | In trasferta | In trasferta | In trasferta | In trasferta | In trasferta | Totale | Totale | Totale | Totale | Totale | Totale | DR  |
| Competizione      | Punti | G       | V       | N       | P       | Gf      | Gs      | G            | V            | N            | P            | Gf           | Gs           | G      | V      | N      | P      | Gf     | Gs     | DR  |
| ----------------- | ----- | ------- | ------- | ------- | ------- | ------- | ------- | ------------ | ------------ | ------------ | ------------ | ------------ | ------------ | ------ | ------ | ------ | ------ | ------ | ------ | --- |
| Bundesliga        | 22    | 17      | 8       | 3       | 6       | 28      | 26      | 17           | 0            | 3            | 14           | 19           | 53           | 34     | 8      | 6      | 20     | 47     | 79     | -32 |
| Coppa di Germania | -     | 1       | 1       | 0       | 0       | 4       | 1       | 3            | 2            | 0            | 1            | 8            | 8            | 4      | 3      | 0      | 1      | 12     | 9      | +3  |
| Totale            | 22    | 18      | 9       | 3       | 6       | 32      | 27      | 20           | 2            | 3            | 15           | 27           | 61           | 38     | 11     | 6      | 21     | 59     | 88     | -29 |

### Andamento in campionato
| Giornata  | 1  | 2  | 3  | 4  | 5  | 6  | 7  | 8  | 9  | 10 | 11 | 12 | 13 | 14 | 15 | 16 | 17 | 18 | 19 | 20 | 21 | 22 | 23 | 24 | 25 | 26 | 27 | 28 | 29 | 30 | 31 | 32 | 33 | 34 |
| --------- | -- | -- | -- | -- | -- | -- | -- | -- | -- | -- | -- | -- | -- | -- | -- | -- | -- | -- | -- | -- | -- | -- | -- | -- | -- | -- | -- | -- | -- | -- | -- | -- | -- | -- |
| Luogo     | T  | C  | T  | C  | T  | C  | T  | C  | T  | C  | T  | C  | T  | C  | C  | T  | C  | C  | T  | C  | T  | C  | T  | C  | T  | C  | T  | C  | T  | C  | T  | T  | C  | T  |
| Risultato | P  | P  | P  | N  | P  | N  | P  | P  | N  | V  | N  | V  | P  | V  | V  | P  | N  | V  | P  | P  | P  | V  | P  | P  | P  | V  | P  | V  | P  | P  | N  | P  | P  | P  |
| Posizione | 12 | 16 | 17 | 17 | 18 | 17 | 18 | 18 | 18 | 17 | 16 | 16 | 16 | 16 | 14 | 14 | 15 | 14 | 15 | 16 | 16 | 15 | 15 | 16 | 17 | 17 | 17 | 16 | 17 | 18 | 17 | 18 | 18 | 18 |

Legenda:

Luogo: C = Casa; T = Trasferta. Risultato: V = Vittoria; N = Pareggio; P = Sconfitta.

### Statistiche dei giocatori
| Giocatore     | Bundesliga | Bundesliga | Bundesliga  | Bundesliga | Coppa di Germania | Coppa di Germania | Coppa di Germania | Coppa di Germania | Totale   | Totale | Totale      | Totale     |
| Giocatore     | Presenze   | Reti       | Ammonizioni | Espulsioni | Presenze          | Reti              | Ammonizioni       | Espulsioni        | Presenze | Reti   | Ammonizioni | Espulsioni |
| ------------- | ---------- | ---------- | ----------- | ---------- | ----------------- | ----------------- | ----------------- | ----------------- | -------- | ------ | ----------- | ---------- |
| K. Brand      | 4          | 0          | 0           | 0          | 1                 | 0                 | 0                 | 0                 | 5        | 0      | 0           | 0          |
| N. Brinkmann  | 19         | 0          | 4           | 0          | 3                 | 0                 | 0                 | 0                 | 22       | 0      | 4           | 0          |
| H. Dotzler    | 3          | 0          | 0           | 0          | 1                 | 0                 | 0                 | 0                 | 4        | 0      | 0           | 0          |
| H. Eggeling   | 27         | 10         | 4           | 0          | 1                 | 0                 | 0                 | 0                 | 28       | 10     | 4           | 0          |
| P. Ehmke      | 30         | 1          | 3           | 0          | 4                 | 1                 | 0                 | 0                 | 34       | 2      | 3           | 0          |
| R. Frömberg   | 2          | 0          | 0           | 0          | 1                 | 0                 | 0                 | 0                 | 3        | 0      | 0           | 0          |
| P. Hahn       | 27         | 3          | 3           | 0          | 3                 | 0                 | 0                 | 0                 | 30       | 3      | 3           | 0          |
| S. Held       | 34         | 1          | 1           | 0          | 4                 | 0                 | 0                 | 0                 | 38       | 1      | 1           | 0          |
| P. Hesselbach | 31         | 0          | 0           | 0          | 3                 | 0                 | 0                 | 0                 | 34       | 0      | 0           | 0          |
| R. Heym       | 10         | 0          | 0           | 0          | 2                 | 1                 | 0                 | 0                 | 12       | 1      | 0           | 0          |
| N. Hofmann    | 33         | 10         | 2           | 0          | 4                 | 2                 | 0                 | 0                 | 37       | 12     | 2           | 0          |
| L. Kanders    | 32         | 6          | 3           | 0          | 3                 | 2                 | 0                 | 0                 | 35       | 8      | 3           | 0          |
| M. Kroke      | 0          | 0          | 0           | 0          | 0                 | 0                 | 0                 | 0                 | 0        | 0      | 0           | 0          |
| L. Lurz       | 0          | 0          | 0           | 0          | 0                 | 0                 | 0                 | 0                 | 0        | 0      | 0           | 0          |
| J. Mattsson   | 11         | 1          | 0           | 0          | 1                 | 0                 | 0                 | 0                 | 12       | 1      | 0           | 0          |
| H. Plücken    | 9          | 0          | 2           | 0          | 0                 | 0                 | 0                 | 0                 | 9        | 0      | 2           | 0          |
| S. Pyykkö     | 3          | 0          | 0           | 0          | 4                 | 0                 | 0                 | 0                 | 7        | 0      | 0           | 0          |
| F. Raschid    | 33         | 7          | 4           | 0          | 4                 | 4                 | 0                 | 0                 | 37       | 11     | 4           | 0          |
| P. Schwarz    | 27         | 1          | 1           | 0          | 2                 | 0                 | 0                 | 0                 | 29       | 1      | 1           | 0          |
| W. Steeger    | 1          | 0          | 0           | 0          | 0                 | 0                 | 0                 | 0                 | 1        | 0      | 0           | 0          |
| W. Steubing   | 27         | 3          | 0           | 0          | 4                 | 1                 | 0                 | 0                 | 31       | 4      | 0           | 0          |
| H. Zimmer     | 27         | 3          | 3           | 0          | 3                 | 1                 | 1                 | 0                 | 30       | 4      | 4           | 0          |
| L. de Loo     | 25         | 0          | 5           | 1          | 3                 | 0                 | 1                 | 0                 | 28       | 0      | 6           | 1          |
| M. de Loo     | 0          | 0          | 0           | 0          | 0                 | 0                 | 0                 | 0                 | 0        | 0      | 0           | 0          |